# 沙爾卡爾-葉加-卡拉湖
50°45′07″N 60°53′00″E / 50.75194°N 60.88333°E
沙爾卡爾-葉加-卡拉湖（俄语：Шалкар-Ега-Кара），是俄羅斯的湖泊，位於該國西南部，由奧倫堡州負責管轄，處於斯韋特林斯基區，長11公里、寬10公里，面積96.6平方公里，海拔高度298米，平均水深1米。